# Šaštín-Stráže
Šaštín-Stráže ist eine Stadt in der nördlichen Westslowakei.

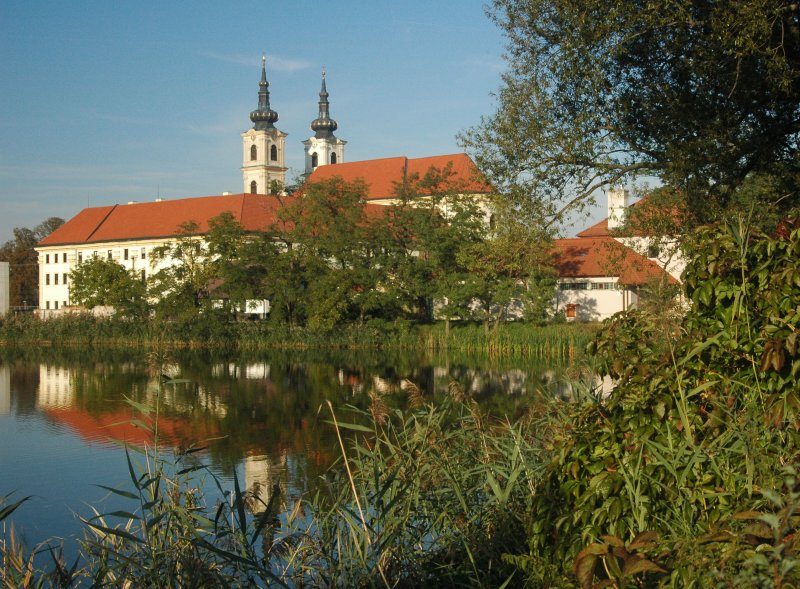
Basilika im Ort

Die Gemeinde entstand 1960 durch Zusammenschluss der Gemeinden Stráže nad Myjavou (deutsch Strascha, ungarisch Strázsa bzw. seit 1900 Morvaőr) und Šaštín (deutsch (Maria) Schoßberg, ungarisch Sasvár). Diese beiden Ortschaften bilden auch die zwei Stadtteile der Stadt. Zum 1. September 2001 wurde Šaštín-Stráže zur Stadt erklärt.

## Geschichte
Der heutige Stadtteil Šaštín wurde 1218 zum ersten Mal schriftlich erwähnt, später ab dem 17. Jahrhundert bis Anfang des 19. Jahrhunderts Sassin und nach der Gründung der Tschechoslowakei 1920 dann Šaštín genannt. Nach dem Zusammenschluss mit dem nördlich gelegenen Stráže trug der neu entstandene Ort zunächst den Namen Šaštínske Stráže, bevor er 1971 seinen heutigen Namen erhielt. Kaiser Franz I. Stephan war im 18. Jahrhundert Gutsbesitzer des Ortes und schuf neben Holitsch im Ort ein zweites Mustergut.

## Geografie
Die Stadt liegt am Fluss Myjava in der Záhorie. Sie ist ca. 18 km von Senica und 65 km von Bratislava entfernt.

## Bevölkerung
| Jahr:                | 1994. | 2004.   | 2014.   | 2024.   |
| -------------------- | ----- | ------- | ------- | ------- |
| Anzahl der Personen: | 4824  | 5039    | 5140    | 4851    |
| Unterschied:         |       | +4,45 % | +2,00 % | -5,62 % |

| Jahr:                | 2023. | 2024.   |
| -------------------- | ----- | ------- |
| Anzahl der Personen: | 4883  | 4851    |
| Unterschied:         |       | -0,65 % |

## Sehenswürdigkeiten
- Basilika St. Maria von den Sieben Schmerzen